# Presidentvalet i Finland 1950

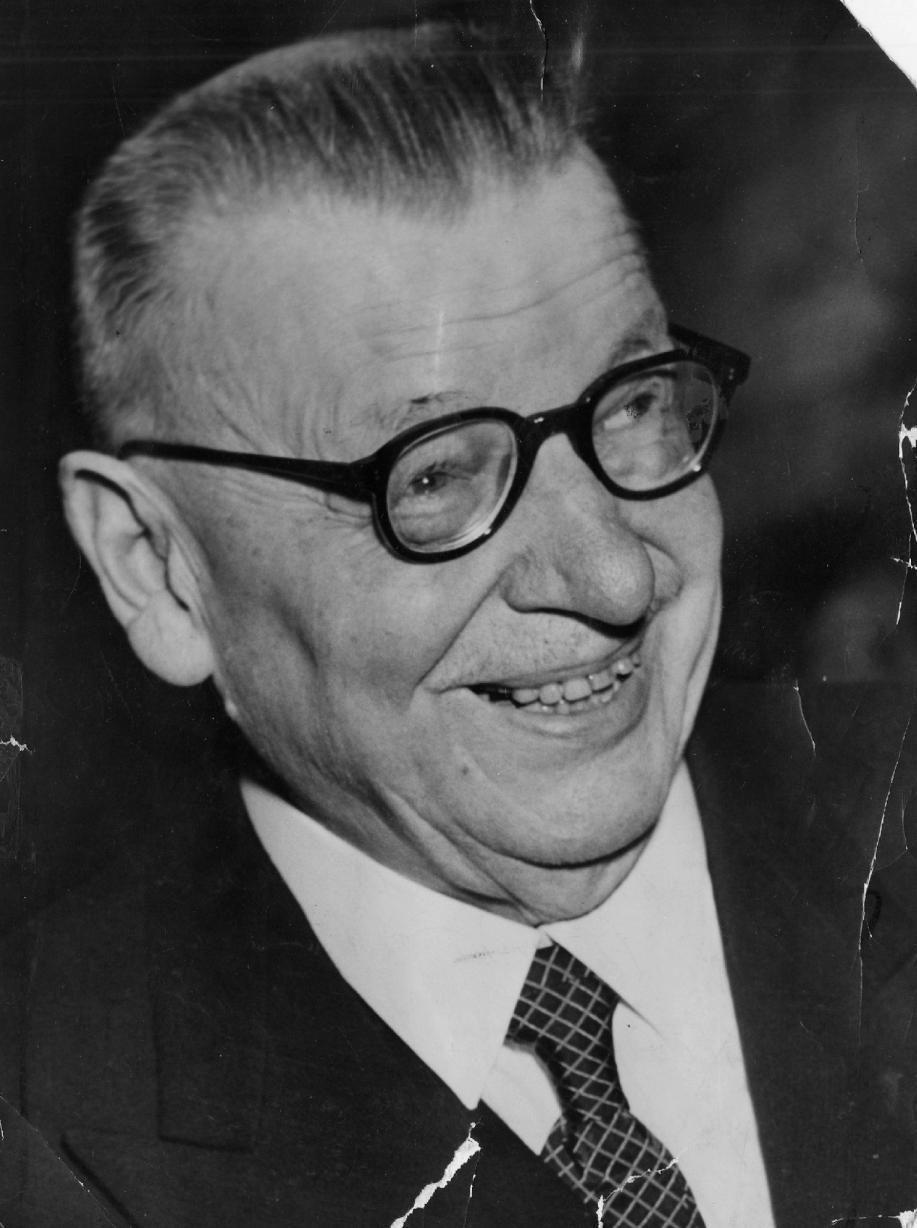
Juho Kusti Paasikivi, Finlands president 1946-1956.

Presidentvalet i Finland 1950 genomfördes 16 och 17 januari och ledde till att Juho Kusti Paasikivi från Samlingspartiet omvaldes för en ny period om sex år.
16-17 januari 1950 skedde val bland allmänheten till ett elektorskollegium som i sin tur utsåg presidenten. 1950 var första gången sedan 1937 som val till elektorskollegiet skedde bland allmänheten, eftersom presidentvalen 1940, 1943, 1944 och 1946 hade skett genom olika undantagsförfaranden. Vid valet 1946, som skedde genom omröstning i riksdagen, hade Paasikivi utsetts till president för perioden fram till 1950.
Paasikivi fick en majoritet av elektorsrösterna redan i första omgången, 171 av 300 röster.

## Resultat

### Val till elektorskollegiet
| Parti                       | Röster    | Andel  | Mandat |
| --------------------------- | --------- | ------ | ------ |
| Samlingspartiet             | 360 789   | 22,9 % | 68     |
| Socialdemokraterna          | 343 828   | 21,8 % | 64     |
| Elektorer för Mauno Pekkala | 338 035   | 21,4 % | 67     |
| Elektorer för Urho Kekkonen | 309 060   | 19,6 % | 62     |
| Svenska folkpartiet         | 139 318   | 8,8 %  | 24     |
| Framstegspartiet            | 84 956    | 5,4 %  | 15     |
| Övriga                      | 1 057     | 0,1 %  | 0      |
| Ogiltiga och blanka röster  | 8 792     | –      | –      |
| Summa                       | 1 585 835 | 100 %  | 300    |
| Källa: Nohlen & Stöver      |           |        |        |

### Elektorskollegiets röster
| Kandidat               | Parti                                    | Röster | Andel  |
| ---------------------- | ---------------------------------------- | ------ | ------ |
| Juho Kusti Paasikivi   | Samlingspartiet                          | 171    | 57,0 % |
| Mauno Pekkala          | Demokratiska förbundet för Finlands folk | 67     | 22,3 % |
| Urho Kekkonen          | Agrarförbundet                           | 62     | 20,7 % |
| Summa                  | Summa                                    | 300    | 100 %  |
| Källa: Nohlen & Stöver |                                          |        |        |